# Оновлення храму Воскресіння Христового в Єрусалимі
Оновлення храму Воскресіння Христового в Єрусалимі — православне свято, що відзначається 13 вересня. Встановлений у пам'ять завершення будівництва і освячення Храму Воскресіння Христового, більш відомого нині як Храм Гробу Господнього. Передує святу Воздвиження Хреста Господнього 14 вересня, хоча присвячений події, що сталася через десять років.

## Історія
На початку IV століття Оленою, матір'ю імператора Костянтина I, в Єрусалимі було знайдено місце, де в I столітті був розп'ятий Ісус Христос . За наказом імператора на цьому місці було розпочато зведення церкви. У 335 році роботи були завершені. У цьому ж році проходив перший тирский собор, учасники якого були запрошені на освячення новозбудованого храму. Зазначена подія відбулося 13 вересня 335 року. На згадку про це було встановлено церковне свято.